# Izquierda Unida de Asturias
Izquierda Unida de Asturias (IU) (en asturiano, y oficialmente Izquierda Xunida d'Asturies (IX) ) es la federación asturiana de Izquierda Unida, una fuerza política de orientación izquierdista, asturianista, republicana, federalista y socialista.
Desde 2023 cuenta con 2 diputados en la Junta General del Principado de Asturias y con Ovidio Zapico como consejero de Ordenación del Territorio, Urbanismo, Vivienda y Derechos Ciudadanos en el Gobierno de Asturias.

## Historia
Izquierda Unida de Asturias surgió en 1986 de manera paralela a la coalición a nivel nacional, siendo esta la federación del partido en la comunidad autónoma de Asturias. Izquierda Unida se ha presentado a todas las elecciones a la Junta General del Principado de Asturias desde 1987, formando diversas coaliciones electorales. 

### Deriva parlamentaria inicial (1987-2003)
Se presentó por primera vez a unas elecciones autonómicas en 1987, logrando 4 diputados, uno menos que lo obtenido en 1983 por el Partido Comunista de Asturias, el partido más fuerte integrado en la nueva coalición. En las elecciones de 1991 mejoró sus resultados, hasta alcanzar los 6 diputados, logrando mantenerlos en 1995. Sin embargo, en 1999 perdió la mitad de sus diputados, quedándose con tan sólo 3. 

### Entrada al segundo gobierno de Vicente Álvarez Areces (2003-2007)
En las elecciones de 2003, liderados por Francisco Javier García Valledor, obtuvieron 4 diputados, lo que les permitió ser claves en la formación de gobierno en la comunidad, ya que ni el PSOE ni el PP habían logrado mayoría absoluta. Finalmente pactaron con la FSA-PSOE un gobierno de coalición, que les permitió hacerse con las siguientes consejerías en el segundo gobierno de Vicente Álvarez Areces: Vivienda y Bienestar Social (siendo consejera Laura González Álvarez) y Justicia, Seguridad Pública y Relaciones Exteriores (con Valledor como consejero). El acuerdo incluía que Bloque por Asturies, en ese momento coaligado con Izquierda Unida, obtuviera una dirección general, que recayó en Rafael Palacios. En este periodo Asturias recibió la transferencia de las competencias de Justicia y la instauración del salario social.

### Desencuentro con el PSOE de 2007 y vuelta al gobierno (2008-2011)

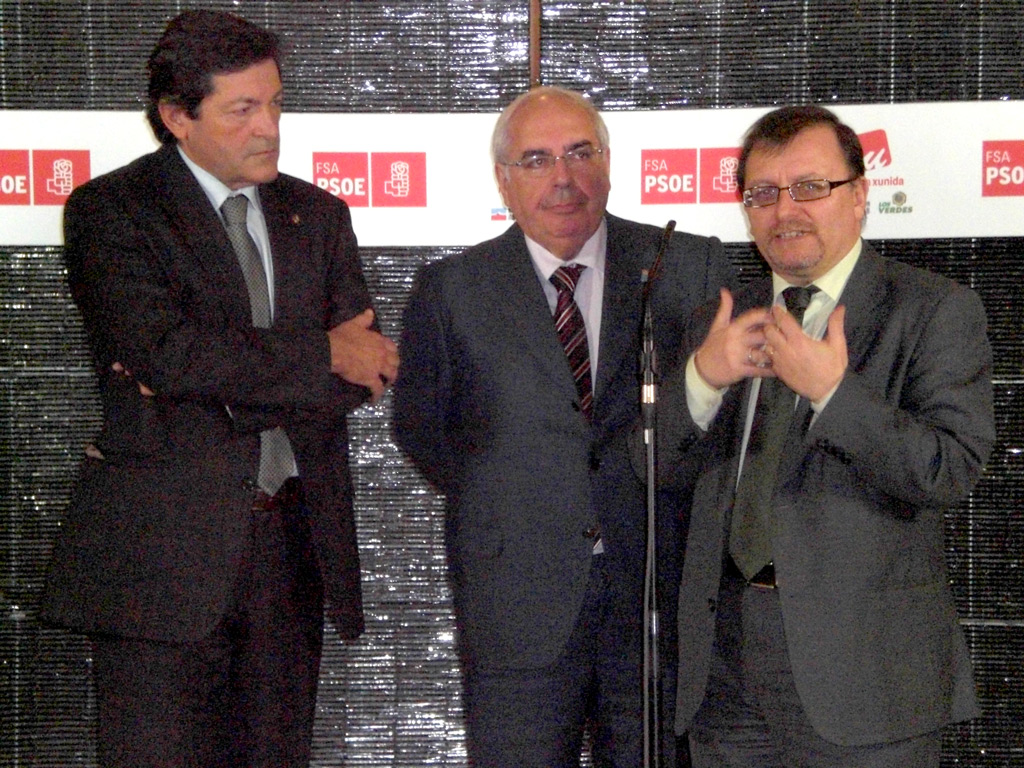
Comparecencia de Jesús Iglesias (IU) junto a Vicente Álvarez Areces y Javier Fernández (PSOE) tras la comisión de seguimiento del pacto de gobierno en 2010

En los comicios de 2007 IU mantuvo sus 4 diputados, pero en esta ocasión las conversaciones con la FSA-PSOE para reeditar el gobierno de coalición fracasaron, aunque los socialistas mantuvieron el gobierno. Sin embargo, la inestabilidad del gobierno socialista en minoría, sumado a la dificultad para lograr sacar adelante los presupuestos regionales, hicieron que Izquierda Unida volviera al ejecutivo autonómico en 2008. Noemí Martín se hacía cargo de Bienestar Social, Vivienda y Cooperación para el Desarrollo y Aurelio Martín, de Medio Rural. 

### En la oposición (2011-2023)
En las elecciones de 2011 Izquierda Xunida mantuvo los resultados de 2007, sin embargo, la irrupción de Foro Asturias hacía que la suma con el PSOE no fuera suficiente para repetir el gobierno de coalición. Tras unos meses de gobierno forista, se convocaron elecciones anticipadas para 2012. En esta ocasión, PSOE, IU y UPyD se unieron para apoyar al candidato socialista Javier Fernández, pero las discrepancias entre estos partidos sobre la ley electoral hicieron que el acuerdo de gobierno se rompiera en 2013.
Tras los comicios de 2015, Izquierda Unida volvió a apoyar al candidato socialista Javier Fernández, acuerdo que reeditó en las elecciones de 2019 para apoyar al también socialista Adrián Barbón. En ningún caso IU entró en el gobierno autonómico. 

### Tercer gobierno (desde 2023)
En las elecciones de 2023 Izquierda Unida de Asturias lideró una coalición formada con Izquierda Asturiana y Más País denominada Convocatoria por Asturias. El cabeza de lista fue el Coordinador Regional de IU desde 2020 Ovidio Zapico. En dichas elecciones Convocatoria por Asturias obtuvo tres diputados, de los cuales dos son de IU. Dichos diputados eran vitales para que Adrián Barbón (PSOE), pudiera ser investido presidente. A cambio, la coalición entraba en el Gobierno de Asturias, ocupando una consejería: Ordenación del Territorio, Urbanismo, Vivienda y Derechos Ciudadanos.

## Órganos de IU Asturias
La formación cuenta con los siguientes órganos internos según sus estatutos:
- Asamblea General: Se reúne una vez cada cuatro años en un lugar concreto y está formada por delegados elegidos por las agrupaciones locales, los cuales representan al conjunto de la militancia durante la Asamblea. Su objetivo es aprobar los documentos internos, como los estatutos. En el mismo proceso asambleario la militancia elige a la Coordinadora, y esta a su vez al coordinador.[15]

- Coordinadora: Es un órgano elegido cada cuatro años por la militancia que celebra reuniones trimestrales. Tiene en sus funciones elegir al Coordinador General y a la Comisión Colegiada, aprobar el programa electoral para las elecciones autonómicas y, en general, supervisar el funcionamiento orgánico del partido, así como la acción política del mismo.[15]
- Comisión Colegiada: Se trata del núcleo de gobierno del partido y es elegido por la Coordinadora, siendo sus integrantes miembros de la Coordinadora. En sus reuniones mensuales se lleva a cabo la gestión política, administrativa y económica ordinaria de la formación, siendo supervisada por la Coordinadora.[15]
- Coordinador General: Es un cargo electo por la Coordinadora durante la celebración de una Asamblea General que representa y lidera al partido durante 4 años.[15]

### Comisión Colegiada (conformada en 2025)
| Cargo                                           | Nombre                      | Responsables |
| ----------------------------------------------- | --------------------------- | --- |
| Coordinador General                             | Ovidio Zapico               | |
| Secretaría de Organización                      | María J. Miranda            | - Extensión, Afiliación y Comunicación Interna: Antonio Giganto - Noroccidente: Ángela Miranda - Suroccidente: Víctor Manuel Álvarez - Oriente: Begoña Collado - Portavocía: Delia Campomanes                                                                                  |
| Secretaría de Política Municipal                | Llarina González            | - Grupos Municipales: Marcos Miranda |
| Secretaría de Igualdad y Feminismos             | Begoña Collado              | - LGTBIQ+: Tania Quintana |
| Secretaría de Estrategia y Relaciones Políticas | Alejandro Suárez            | - Políticas de Alianzas: Antonio Giganto |
| Secretaría de Comunicación                      | Francisco de Asís Fernández | - Contenidos: Gonzalo Bengoa |
| Secretaría de Acción Política                   | Gabriela Álvarez            | - Agenda Urbana: Gabriela Álvarez - Cultura: Matías Hevia - Actividades Físicas y Deportivas: Saúl Martín - Ecosocialismo: Juan Ponte - Educación: María del Mar González - Política Llingüística: Noelia Ordieres - Políticas Sociales y Personas Mayores: Margarita González |
| Secretaría de Política Institucional            | Roberto Ruiz                | |
| Secretaría de Economía y Sectores Productivos   | José Benito García Proenza  | - Industria: José Benito García Proenza - Empleo, Formación y Transporte: Miguel Ángel López - Medio Rural: Ana Díaz |
| Secretaría de Intervención en el Conflicto      | Rodrigo Díaz                | - Paz, Cooperación y Solidaridad Internacional: Ana Andrés - Movimientos Sociales: Faustino Sabio - Movimientos Sindicales: Susana Moral - Memoria Democrática: Rodrigo Díaz                                                                                                   |
| Secretaría de Elaboración y Programas           | Leticia Gil                 | - Programa: Esther Cepedal - Redes: Concha Masa |
| Secretaría de Formación y Batalla Cultural      | Daniel Sierra               | |
| Consejo Territorial                             | Maximino García             | |
| Coordinador de IU Mocedá                        | Matías Hevia                | |
| Presidenta Honorífica                           | Laura González              | |
| Vocalías                                        |                             | - Beatriz González - Manuel Ángel Álvarez - Teresa Álvarez - Alejandro Farpón - Iván Álvarez - Juanjo Fernández - David Álvarez - Javier Espejo - Antona Luengo - Amalia Maceda - Laura Álvarez                                                                                |
| Referencias:                                    |                             | |

## Resultados electorales

### Junta General del Principado de Asturias
| Fecha | Líder                            | Votos   | Votos | Votos | Escaños                         | Escaños | Estatus   | Posición | Notas                                                                                               |
| Fecha | Líder                            | #       | %     | ±pp   | #                               | ±       | Estatus   | Posición | Notas                                                                                               |
| ----- | -------------------------------- | ------- | ----- | ----- | ------------------------------- | ------- | --------- | -------- | --------------------------------------------------------------------------------------------------- |
| 1987  | Francisco Javier Suárez          | 69,175  | 12.1% | +1.0  | 4/45                            | 1       | Oposición | 4.º      | |
| 1991  | Laura González                   | 78,982  | 14.8% | +2.7  | 6/45                            | 2       | Oposición | 3.º      | Apoyo al gobierno entre 1991 y 1993.                                                                |
| 1995  | Gaspar Llamazares                | 106,538 | 16.4% | +1.6  | 6/45                            | 0       | Oposición | 3.º      | |
| 1999  | Gaspar Llamazares                | 55,747  | 9.0%  | –7.4  | 3/45                            | 3       | Oposición | 3.º      | |
| 2003  | Francisco Javier García Valledor | 68,360  | 11.0% | +2.0  | 4/45                            | 1       | Gobierno  | 3.º      | En coalición con Bloque por Asturies.                                                               |
| 2007  | Jesús Iglesias Fernández         | 58,144  | 9.7%  | –1.3  | 4/45                            | 0       | Oposición | 3.º      | En coalición con Bloque por Asturies y Los Verdes d'Asturies. En el gobierno desde 2008 hasta 2011. |
| 2011  | Jesús Iglesias Fernández         | 61,703  | 10.3% | +0.6  | 4/45                            | 0       | Oposición | 4.º      | En coalición con Los Verdes d'Asturies.                                                             |
| 2012  | Jesús Iglesias Fernández         | 69,118  | 13.8% | +3.5  | 5/45                            | 1       | Oposición | 4.º      | Apoyo al gobierno entre 2012 y 2013.                                                                |
| 2015  | Gaspar Llamazares                | 64,868  | 11.9% | –1.9  | 5/45                            | 0       | Oposición | 4.º      | Apoyo al gobierno.                                                                                  |
| 2019  | Ángela Vallina                   | 34,776  | 6.6%  | –5.3  | 2/45                            | 3       | Oposición | 5.º      | En coalición con Izquierda Asturiana. Apoyo al gobierno.                                            |
| 2023  | Ovidio Zapico                    | 40,774  | 7.59% | +0.99 | 3/45Respecto a la coalición:2/3 | 1       | Gobierno  | 4.º      | En coalición con Izquierda Asturiana y Más País.                                                    |

### Elecciones generales
| Fecha             | Votos   | Porcentaje | Escaños | Posición | Notas                    |
| ----------------- | ------- | ---------- | ------- | -------- | ------------------------ |
| 1986              | 55.881  | 9,21%      | 1/9     | 4.º      |                          |
| 1989              | 95.494  | 15,58%     | 1/9     | 3.º      |                          |
| 1993              | 106.757 | 15,44%     | 1/9     | 3.º      |                          |
| 1996              | 112.339 | 15,51%     | 1/9     | 3.º      |                          |
| 2000              | 67.024  | 10,26%     | 1/9     | 3.º      |                          |
| 2004              | 59.253  | 8,42%      | 0/8     | 3.º      |                          |
| 2008              | 49.936  | 7,18%      | 0/8     | 3.º      |                          |
| 2011              | 83.755  | 13,24%     | 1/8     | 4.º      |                          |
| 2015              | 52.583  | 8,44%      | 0/8     | 5.º      | Dentro de Unidad Popular |
| 2016              | 141.845 | 23,85%     | 2/8     | 3.º      | Dentro de Unidos Podemos |
| Abril de 2019     | 107 426 | 17,14 %    | 1/7     | 3.º      | Dentro de Unidas Podemos |
| Noviembre de 2019 | 89.301  | 15,95%     | 1/7     | 3.º      | Dentro de Unidas Podemos |
| 2023              | 88.630  | 14,87%     | 1/7     | 3.º      | Dentro de Sumar          |